# Carmen Demaret
Carmen Demaret född 20 maj 1922 i Manresa, Katalonien, Spanien, död 15 februari 2009 i Malmö, var under tre år forskningsassistent under sir Alexander Fleming och senare rektor för Berlitz Språkskola i Malmö.

## Biografi
Demaret hade engelsk far och spansk mor och föddes i staden Manresa cirka 5 mil nordväst om Barcelona. Tillsammans med sin faster och sin farmor flydde hon till England undan spanska inbördeskriget 1936. Brittiska konsulatet lyckades få en brittisk jagare att komma för att hämta de britter som var bosatta i Valencia.
Inledningsvis ordnade hennes pappa en viss skolgång hos några nunnor där hon fick lära sig engelska, litteratur och matematik i utbyte mot att hon skötte deras 600 höns. Efter ca ett år fick hennes mamma arbete som huhållerska. Hennes mamma bad att Carmen skulle få bo i samma hushåll och detta ordnades. Carmen studerade på egen hand och klarade tentamena bra. Hennes mammas arbetsgivare, två bröder, ville sponsra hennes vidare utbildning. Men när andra världskriget bröt ut hoppade Carmen av dessa studier för att hjälpa till på ett sjukhus. Hon, som så många andra skrev på ett kontrakt att hjälpa till på sjukhuset så länge kriget varar, "for the duration of the war", som många trodde bara skulle vara i 6 månader. När man började förstå att kriget skulle vara mycket längre bestämde sig Carmen att studera kvällskurser för att blir sjuksköterska. Efter 3,5 år utexaminerades hon till sjuksköterska. Med tiden var hon översköterska för 6 operationssalar.
Efter något år fick hon anställning vid St Marys Hospital i London och efter ytterligare en tid som forskningsassistent till sir Alexander Flemning. Hon tjänstgjorde i tre år hos honom med bland annat undersökningar av bakteriers resistens mot penicillin. Under slutet av tjänstgöringen var hon personlig sjuksköterska åt sir Almroth Edward Wright, en annan legendarisk brittisk läkare.
I och med att Demaret inte fick vidareutbilda sig till läkare återvände hon efter en kort sejour i Sverige till Spanien och började arbeta som språklärare vid Berlitz språkskola i Barcelona. Efter ett mellanspel vid företagets språkskola i Girona återvände hon till Sverige; först Stockholm varefter hon öppnade Berlitz språkskola i Malmö, senare namnbytt till Demarets Språkskola.